# ال‌ئی‌دی کریستال
ال‌ئی‌دی کریستالی یک تکنولوژی تولید صفحه نمایش هستند، این تکنولوژی را شرکت سونی اختراع کرد و در سال ۲۰۱۲ رونمایی کرد.

## دید کلی
این تکنولوژی استفاده از پیکسل‌ها را در هر قسمت از مانیتور به این صورت که هر پیکسل به صورت مستقل نورانی شود را ممکن ساخته است، این تکنولوژیه اولین مانیتور ال ای دی حقیقی می‌باشد.[۱]

## تاریخچه

### ۲۰۱۲
شرکت سونی در سال ۲۰۱۲ از تکنولوژی ال ای دی کریستال بهره‌برداری کرد.
در سال بعد شرکت سونی سی ال ای دی را در ۲۰۱۳ نمایش نداد و بجای آن او ال ای دی تولید کرد.

## بیشتر بدانید
- LED
- OLED